# 国际小行星预警网
国际小行星预警网（英語：International Asteroid Warning Network，简称IAWN）是2013年12月在联合国和平利用外层空间委员会的倡议下建立的组织，负责协调和指导与探测、跟踪和确定可能对地球构成威胁的近地天体、小行星或彗星的物理特征有关的全球性工作，并在发现潜在影响时确认威胁和将信息正式传递给成员国。

## 成立
2013年2月15日发生的车里雅宾斯克小行星撞击事件，造成众多伤亡并引发国际关注，促成了国际小行星预警网（IAWN）和空间飞行任务规划咨询小组（英語：Space Mission Planning Advisory Group，简称SMPAG）的成立。SMPAG负责协调对近地天体威胁的防御措施的技术研究。

## 成员
成员主要为自愿注册的航天机构、天文台，包含该领域的专业或业余专家。
截至2019年，该预警网共有15个成员。
中华人民共和国于2018年1月加入，地处盱眙的紫金山天文台近地天体望远镜是中国的近地天体监测唯一专用设备，已在该预警网中开展数据共享，并发现多颗近地小行星。